# Port de Colera
El Port de Colera és un port esportiu situat a la banda de ponent de la badia homònima, a la desembocadura de la riera de Molinàs, al municipi de Colera (Alt Empordà). Està gestionat pel Club Nàutic Sant Miquel de Colera i té una capacitat per a 150 embarcacions, benzinera, servei de reparació i manteniment, rampa de varada i una grua. L'amplada de la bocana és de 40 m, amb un calat de 5 m i un calat interior de 2-5 m. Es va inaugurar el 1976 i es va renovar el 2012.
El gener de 2020, a causa del temporal Gloria, va baixar molta grava per la riera, inundant el port. Els sediments acumulats es van dragar el mes de juny, repartint-los per la veïna platja de les Barques.